# 女神散
女神散（にょしんさん）は漢方薬の一つ。古くは安栄湯（あんえいとう）とも称した。浅田宗伯の『勿誤薬室方函』を出典とする。

## 効果・効能
「気滞血瘀、心火旺、気血両虚」の改善に有効な処方である。体力中程度以上で、のぼせとめまいのある者に対し、産前産後の神経症、月経不順、血の道症、更年期障害に効果がある。主に婦人科領域で使用されるが、俗に「婦人科三大処方」と称される当帰芍薬散、加味逍遙散、桂枝茯苓丸に比べると、処方される頻度は低い。証が合えば男性にも効果があるが、一般用漢方製剤承認基準には効能に「産前産後の神経症、月経不順、血の道症」と記載され、現行の保険診療においては女性のみに処方される。古くは安栄湯と称し、「軍中七気」すなわち喜ぶ、怒る、憂う、思う、悲しむ、驚く、怖がるの七つの感情が乱れたときに使用された。刀傷を受けて錯乱状態に陥った兵士を鎮めるため、戦場ですぐ使えるように、ティーバッグのように生薬を布で包んで湯に抽出したと記録に残る。女神散の「女神」とは、自由の女神などにイメージされる女神ではなく、俗世間に苦しむ般若の面を表す。
加味逍遙散との比較では、神経症で興奮状態の場合に加味逍遙散、抑うつ状態には女神散と使い分けをした報告がある。子の受験など今まで経験したことのないライフイベントや、乳がんの治療など身体的・精神的ストレスのある症例では加味逍遙散に効果がなく女神散が有効なケースがあった。桂枝茯苓丸は女神散と同様に瘀血を改善する処方であるが、桂枝茯苓丸には気逆上衝と水気逆行を降ろす桂皮・茯苓の組み合わせが含まれるのに対し、女神散には茯苓が含まれない代わり甘草を含む。当帰芍薬散は補血と利水を考慮した処方であるのに対し、女神散は気に有効な処方であることから、水滞の兆候が見られる場合には当帰芍薬散、気の異常がある場合には女神散が適していると考えられる。

## 組成
当帰 3-4、川芎 3、白朮 3、香附子 3-4、桂皮（桂枝） 2-3、黄芩 2-4、人参 1.5-2、檳榔子 2-4、黄連 1-2、木香 1-2、丁子（丁香）0.5-1、甘草 1-1.5、大黄 0.5-1
君臣佐使の考え方に基づく君薬となる香附子は婦人科疾患に広く用いられ、鬱結した肝気の流れを良くし、さらに月経を調えて痛みを和らげ、気の巡りや血の流れを調える効果が期待される。黄連・黄芩・大黄・桂枝は臣薬に相当し、湿熱除去や熱邪を冷ます効果、胃が張って苦しい状態を改善する効果がある。当帰・川芎・人参・白朮は佐薬にあたる。当帰と川芎は血虚を補って身体を滋養し、血の流れを改善する活血の作用がある。人参と白朮は消化吸収機能を高め、気を補う。白朮には湿邪を取り除く燥湿の作用も持つ。檳榔子・木香・丁子・甘草は使薬に相当する。檳榔子は消化を助け、気の流れを良くする。丁子は行気・健胃に加え、桂皮とともに胃腸を温め気を降ろす。甘草は脾胃機能を整えつつ、それぞれの生薬の調和を図る。